# Aberchirder
Aberchirder är en ort i Storbritannien.   Den ligger i kommunen Aberdeenshire och riksdelen Skottland, i den norra delen av landet, 700 km norr om huvudstaden London. Aberchirder ligger 144 meter över havet och antalet invånare är 1 159.
Terrängen runt Aberchirder är platt österut, men västerut är den kuperad. Runt Aberchirder är det glesbefolkat, med 16 invånare per kvadratkilometer. Närmaste större samhälle är Turriff, 10,4 km öster om Aberchirder. Trakten runt Aberchirder består till största delen av jordbruksmark.